# Мартин де Эррера-и-де-ла-Иглесия, Хосе Мария
Хосе́ Мари́я Марти́н де Эрре́ра-и-де-ла-Игле́сия (исп. José María Martín de Herrera y de la Iglesia; 26 августа 1835, Альдеадавила-де-ла-Рибера, Испания — 8 декабря 1922, Сантьяго-де-Компостела, Испания) — испанский кардинал. Архиепископ Сантьяго-де-Кубы с 5 июля 1875 по 14 февраля 1889. Архиепископ Сантьяго-де-Компостелы с 14 февраля 1889 по 8 декабря 1922. Кардинал-священник с 19 апреля 1897, с титулом церкви Санта-Мария-ин-Траспонтина с 24 марта 1898.